# Абакумов Дмитро Львович
Дмитро Львович Абакумов (15 жовтня 1901, Михайлівка — 2 вересня 1962, Москва) — радянський військовий діяч, генерал-майор.

## Біографія
Народився 15 жовтня 1901 року в селі Михайлівці (нині Краснокутського району Саратовської області Росії).
Військову службу в Червоній армії розпочав у січні 1919 року червоноармійцем у складі 4-го стрілецького полку 25-ї Чапаївської стрілецької дивізії. Брав участь в Громадянській війні, зокремав боях на Туркенстанському фронті. Молодшим командиром брав участь у польсько-радянській війні в 1920 році на Західному фронті.
Після війни проходив службу спочатку молодшим командиром в 23-му полку ВНУС, а з червня 1921 року в штабі 43-ї стрілецької дивізії. З листопада 1921 року курсант 4-ї Тверської кавалерійської школи комскдаду РСЧА, після закінчення якої у березні 1923 року служив червоноармійцем та молодшим командиром в загоні особливого призначення при колегії ОДПУ в Москві. З травня 1924 року — старшина 26-го Кабардинського дивізіону військ ОДПУ в місті Нальчику. У лютому 1925 року був призначений на посаду молодшого командира 47-го окремого Кубанського дивізіону військ ОДПУ в Краснодарі, в травні 1926 року — на посаду командира взводу 45-го окремого Терського дивізіону військ ОДПУ в П'ятигорську, в жовтні 1927 року — на посаду ад'ютанта командира 47-го окремого Кубанського дивізіону військ ОДПУ. З січня 1930 року служив на посадах ад'ютанта і виконуючого обов'язки командира дивізіону в 53-му чеченському дивізіоні військ ОДПУ, дислокованому в Грозному. Брав участь в придушенні збройних формувань в Заволжі і на Північному Кавказі. З грудня 1931 року виконував обов'язки начальника штабу 81-го кавалерійського полку військ ОДПУ. У 1932 році закінчив КУКС РСЧА в місті Новочеркаську. З червня 1933 року — виконувач обов'язків начальника штабу 5-го Північно-Кавказького полку військ ОДПУ. У травні 1934 року був призначений на посаду начальника Таманської маневреної групи 32-го Новоросійського прикордонного загону.
У травні 1935 року був направлений на навчання до Вищої прикордонної школи НКВС, після закінчення якої в грудні 1936 року був призначений на посаду викладача 3-ї прикордонної школи зв'язку НКВС імені В. Р. Менжинського, а в січні 1940 року — на посаду командира 38-го окремого батальйону військ НКВС, перебуваючи на якій, брав участь у радянсько-фінській війні. За особисту хоробрість і успіхи в боях нагороджений орденом Червоного Прапора. У березні 1940 року призначений на посаду командира 15-го мотострілецького полку військ НКВС, дислокованого в Сортавалі.

## Німецько-радянська війна
З червня 1941 року — начальник штабу 21-ї окремої мотострілецької дивізії НКВС (Північний, а з серпня 1941 року — Ленінградський фронт). Перебуваючи на цій посаді, прикривав відступ знесилених в боях на фронтах на Карельському перешийку і на лузькому, новгородському і чудовському напрямках частин і з'єднань Червоної армії. У серпні 1941 року один полк НКВС і три батальйони народного ополчення, під командуванням Абакумова, в оточенні протягом 10 днів вели оборонні бої за утримання міста Чудового. З великими втратами загін під його командуванням вийшов з оточення.
У вересні 1941 року був призначений на посаду начальника штабу, а в червні 1942 року — на посаду командира 286-ї стрілецької дивізії (54-та армія), що вела оборону населених пунктів Воронового і Поріччя під Ленінградом.
У січні 1943 року призначений на посаду командира 80-ї стрілецької дивізії, яка брала участь в операції «Іскра» з прориву блокади Ленінграда. За проведення цієї операції він одним з перших в армії був нагороджений орденом Кутузова 2-го ступеня.
З січня 1944 року виконував обов'язки заступника командира 112-го стрілецького корпусу і одночасно командував корпусом, який брав участь в Новгородсько-Лузькій наступальній операції, звільненні ряду населених пунктів і форсуванні Нарви на південь від міста Нарви. За вмілу організацію і керівництво бойовими діями в цій операції нагороджений орденом Червоного Прапора.
У березні 1944 року був призначений на посаду заступника командувача 54-ю армією, яка брала участь в Псковсько-Островській наступальній операції. У серпні того ж року був призначений на посаду командира 118-го стрілецького корпусу, який брав участь в Тартуській і Ризькій наступальних операціях, а також у відвоюванні Естонії. В кінці вересня 1944 року був важко поранений і до березня 1945 року проходив лікування в шпиталях, після чого був в розпорядженні ГУК НКО.

## Повоєнний час
У жовтні 1945 року призначений на посаду командира 22-го гвардійського, а в липні 1947 року — на посаду командира 53-го стрілецького корпусу. З березня 1946 року перебував на навчанні на Вищих академічних курсах при Вищій військовій академії імені К. Є. Ворошилова, після закінчення яких з відзнакою в квітні 1948 року перебував у розпорядженні головнокомандувача військами Центральної групи військ.
У травні 1948 року був призначений на посаду військового коменданта Відня, а з травня 1949 року перебував у розпорядженні Головного управління кадрів Збройних сил СРСР.
У травні 1950 генерал-лейтенант вийшов у відставку. Помер 29 вересня 1962 року в Москві. Похований на Введенському кладовищі.

## Нагороди
Нагороджений орденами Леніна, чотирма Червоного Прапора, Суворова 2-го ступеня, Кутузова 2-го ступеня, медалями.